# Llista de peixos del riu Rin

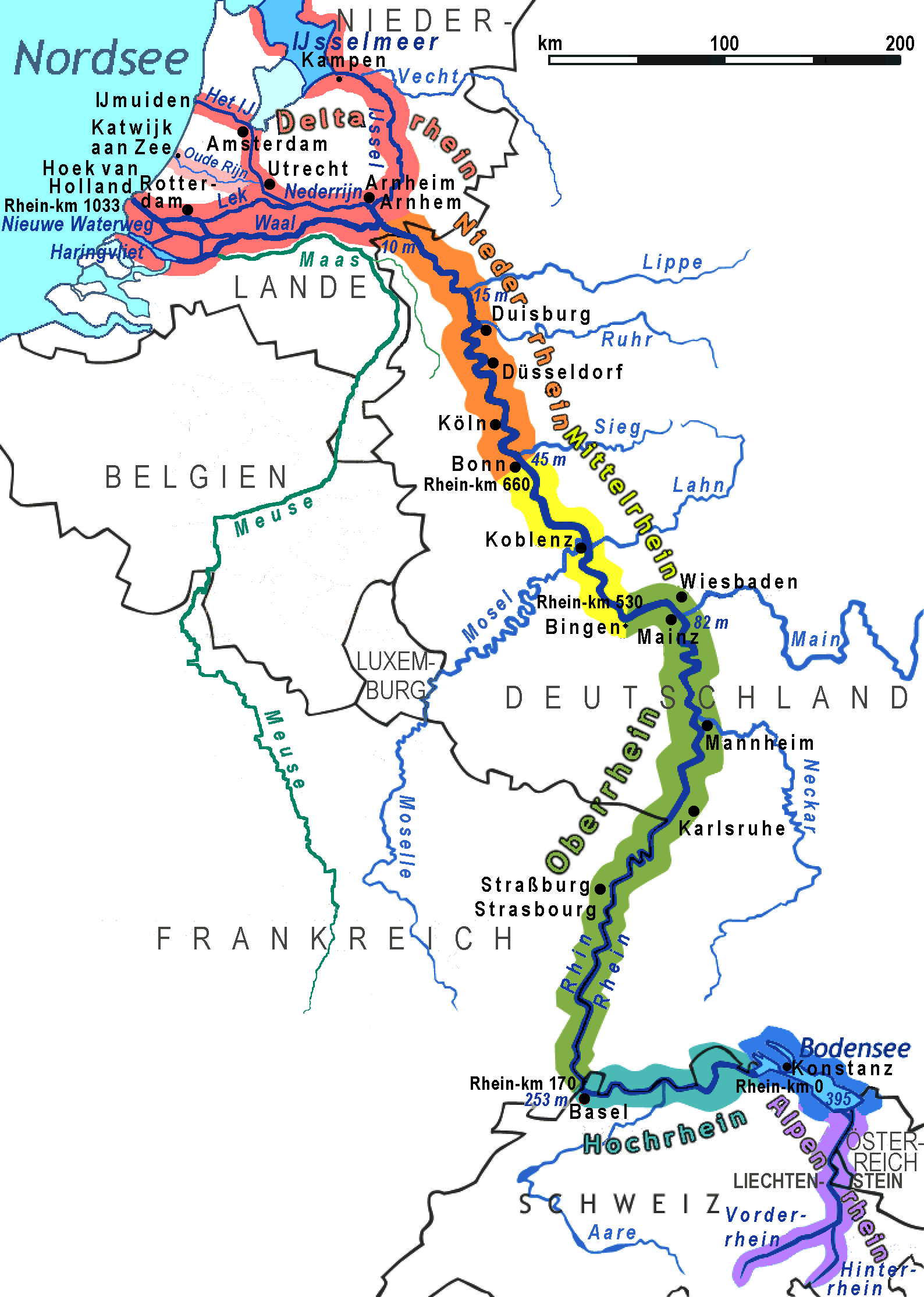
Conca del Rin a Suïssa, Liechtenstein, Àustria, Alemanya, França i els Països Baixos

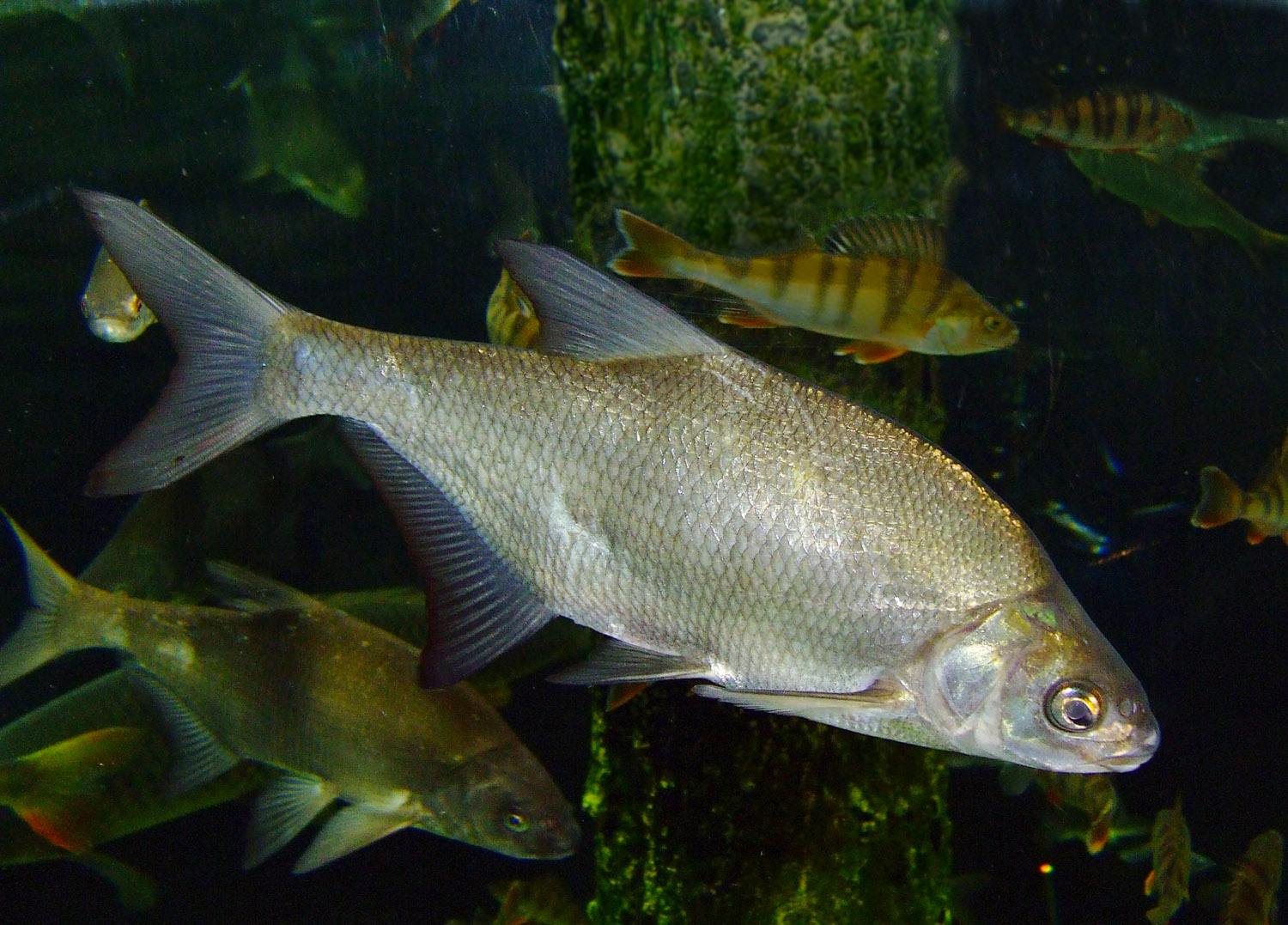
Brema (Abramis brama)

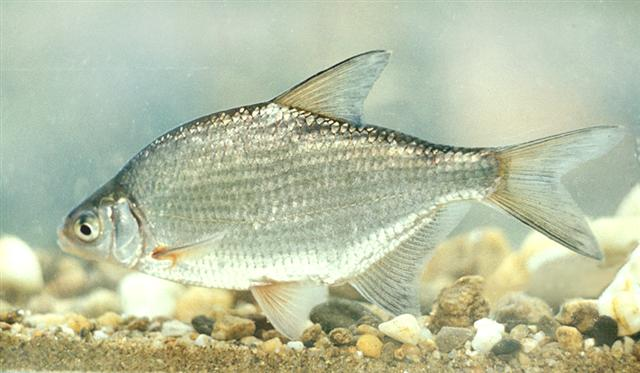
Blicca bjoerkna

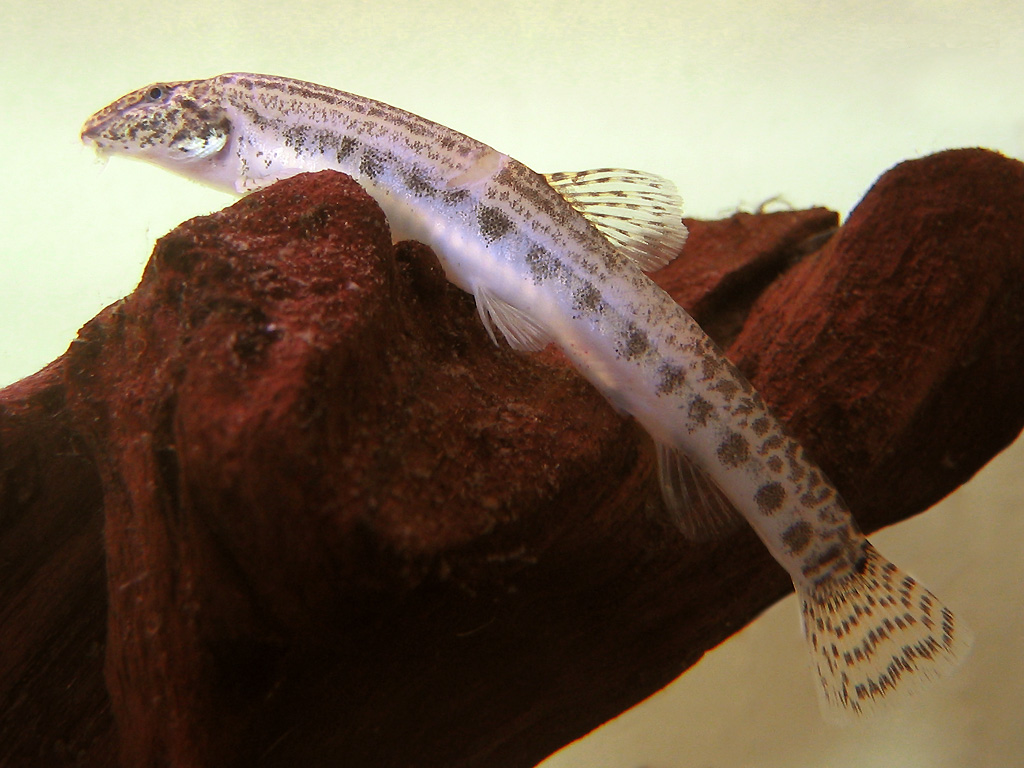
Gatet (Cobitis taenia)

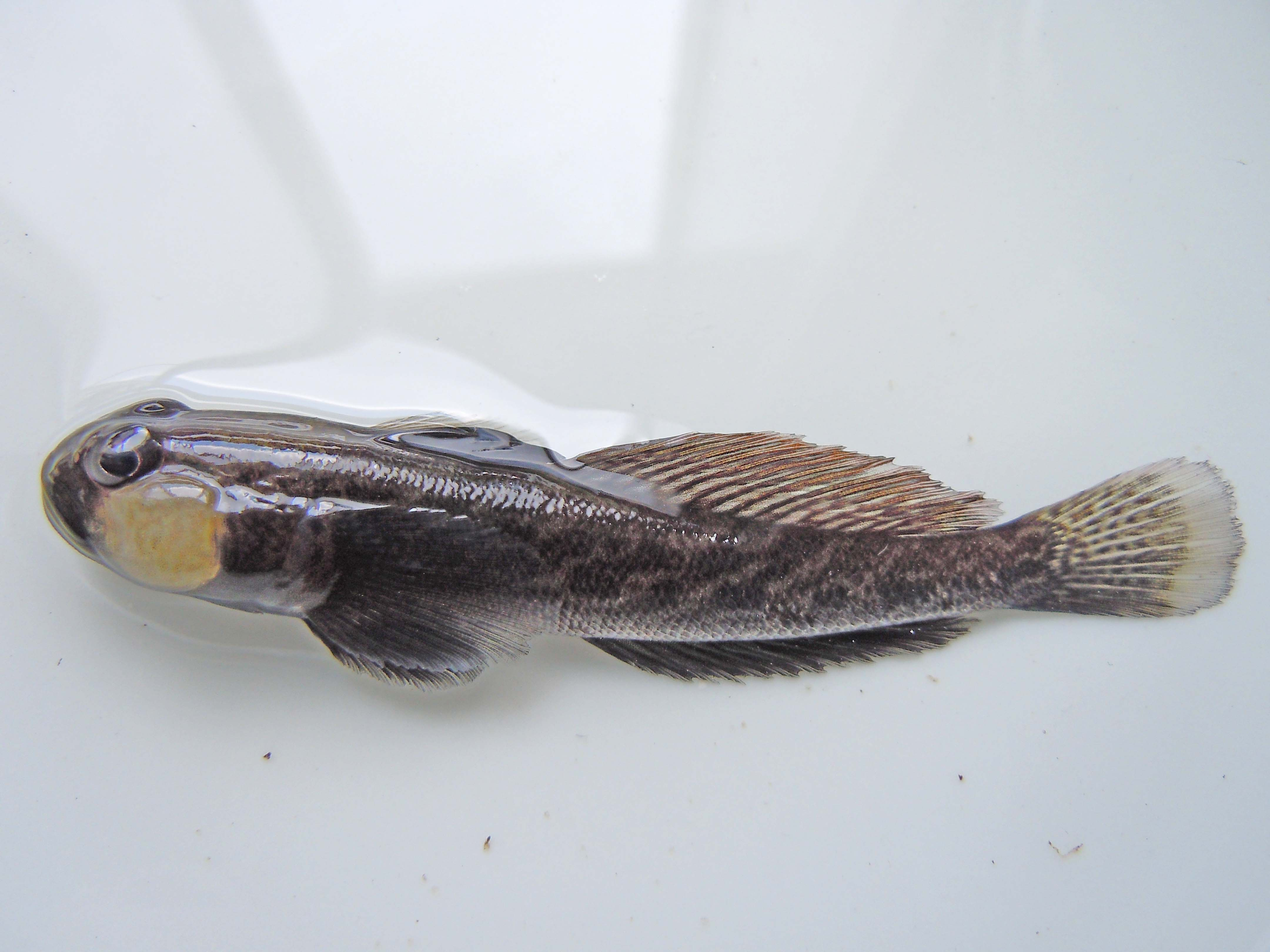
Babka gymnotrachelus

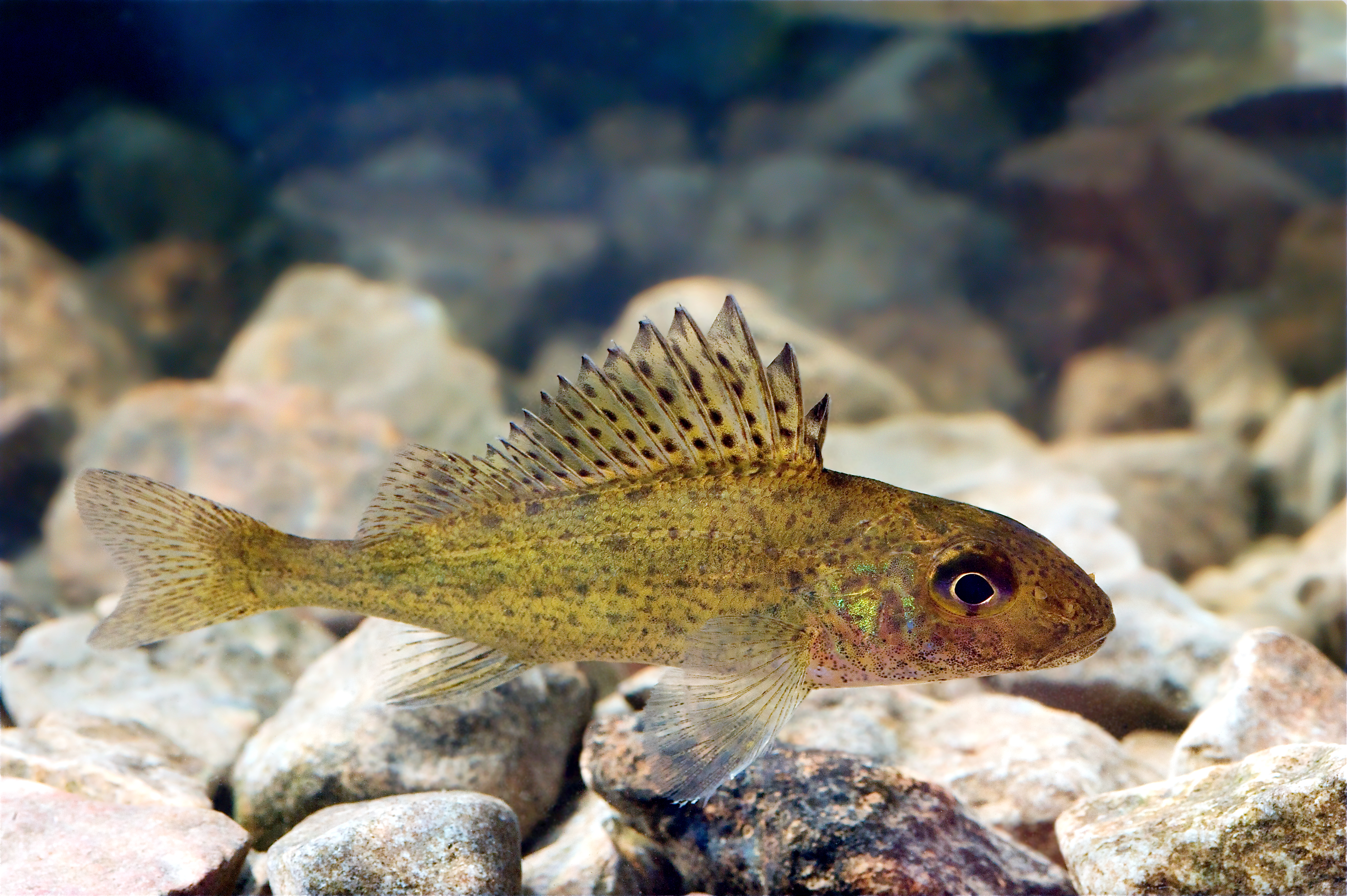
Gymnocephalus cernua

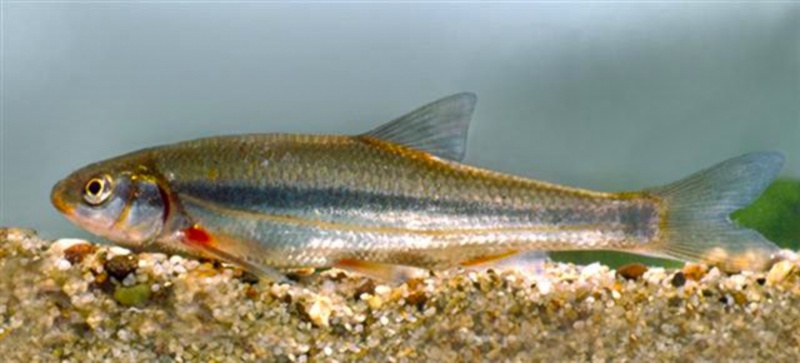
Telestes souffia

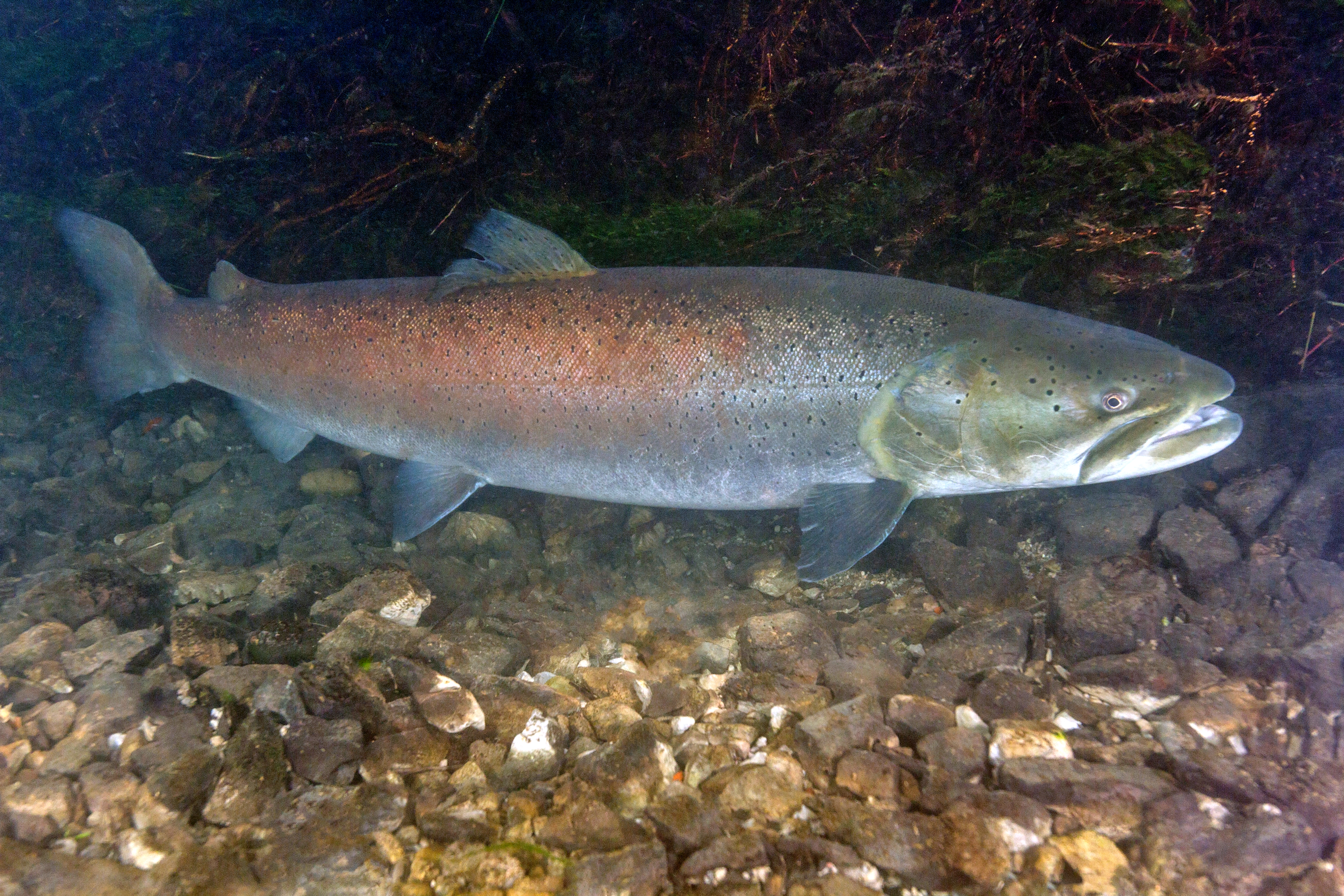
Salmó del Danubi (Hucho hucho)

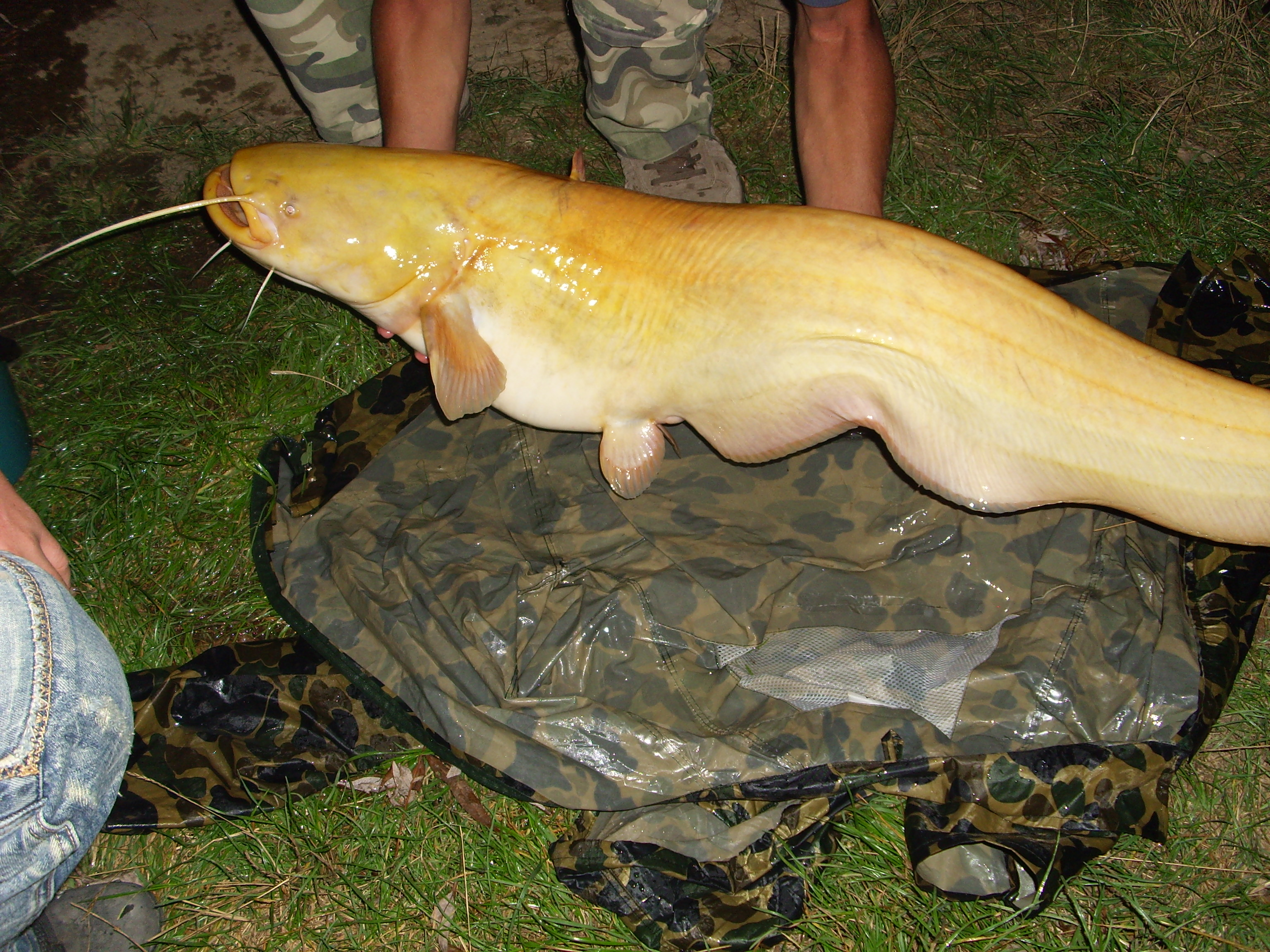
Silur (Silurus glanis)

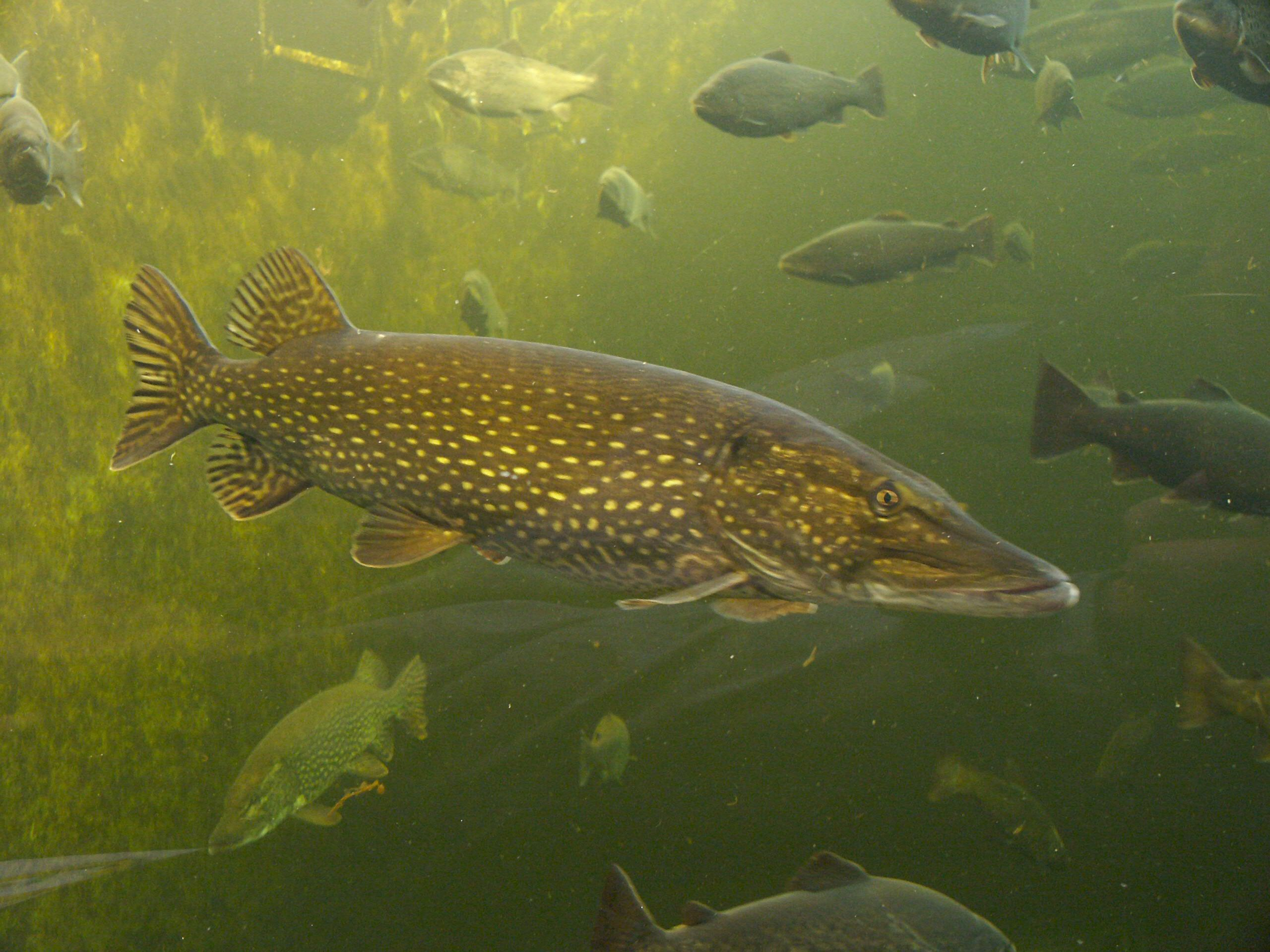
Lluç de riu (Esox lucius)

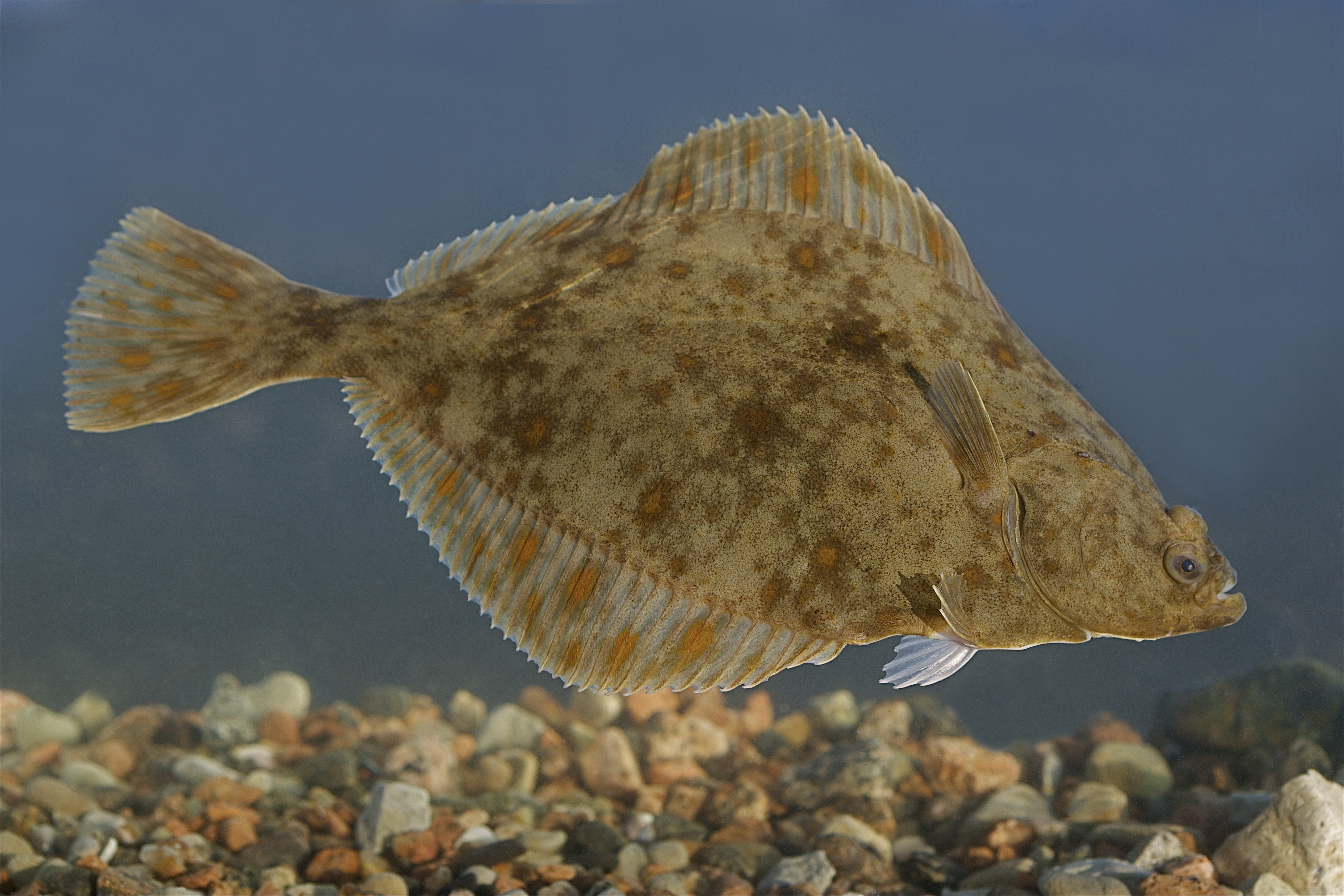
Rèmol de riu (Platichthys flesus)

Aquesta llista de peixos del riu Rin inclou 58 espècies de peixos que es poden trobar actualment al riu Rin ordenades per l'ordre alfabètic de llur nom científic.

## A
- Abramis brama
- Acipenser sturio
- Alburnoides bipunctatus
- Alburnus alburnus
- Alosa alosa
- Alosa fallax
- Anguilla anguilla

## B
- Babka gymnotrachelus
- Ballerus sapa
- Barbatula barbatula
- Barbus barbus
- Blicca bjoerkna

## C
- Carassius carassius
- Chondrostoma nasus
- Cobitis bilineata
- Cobitis taenia
- Coregonus albula
- Coregonus maraena
- Coregonus oxyrinchus
- Cottus gobio[1]
- Cottus perifretum
- Cottus rhenanus

## E
- Esox lucius

## G
- Gasterosteus aculeatus
- Gasterosteus gymnurus
- Gobio gobio
- Gymnocephalus cernua

## H
- Hucho hucho
- Hypophthalmichthys molitrix

## L
- Lampetra fluviatilis
- Lampetra planeri
- Leucaspius delineatus
- Leuciscus aspius
- Leuciscus idus
- Leuciscus leuciscus
- Liza aurata
- Lota lota

## M
- Misgurnus fossilis

## O
- Osmerus eperlanus

## P
- Perca fluviatilis
- Petromyzon marinus
- Phoxinus phoxinus
- Platichthys flesus
- Proterorhinus semilunaris

## R
- Rhodeus amarus
- Romanogobio albipinnatus
- Romanogobio belingi
- Rutilus rutilus

## S
- Salmo salar[2]
- Salmo trutta[3]
- Sander lucioperca
- Scardinius erythrophthalmus
- Silurus glanis
- Squalius cephalus

## T
- Telestes souffia
- Thymallus thymallus
- Tinca tinca

## V
- Vimba vimba[4]